# Олександрівка (Лебединська міська громада)
Олекса́ндрівка — село в Україні, у Лебединській міській громаді Сумського району Сумської області. Населення становить 70 осіб (зареєстровано).

## Географія
Село Олександрівка знаходиться на правому березі річки Лозова, вище за течією на відстані 2,5 км розташоване село Лозово-Грушеве, нижче за течією на відстані 1,5 км розташоване село Тарасенки. Річка місцями пересихає. На відстані 2 км розташоване село Новосільське.

## Історія
- 12 червня 2020 року, відповідно до розпорядження Кабінету Міністрів України № 723-р «Про визначення адміністративних центрів та затвердження територій територіальних громад Сумської області» увійшло до складу Лебединської міської громади[2].

- 19 липня 2020 року, після ліквідації Лебединського району, село увійшло до складу Сумського району[3].

## Відомі люди
- Бадер Отто Миколайович — російський археолог, педагог, доктор історичних наук.